# Liste der Friedhöfe in Berlin
Die Liste der Friedhöfe in Berlin zeigt die 220 Friedhöfe in Berlin, sortiert nach den 12 Verwaltungsbezirken. Die vier Friedhöfe, die außerhalb Berlins liegen, dennoch vom Land Berlin oder dem Berliner Stadtsynodalverband verwaltet werden, sind separat aufgelistet.
86 Friedhöfe werden vom Land Berlin verwaltet, die Mehrheit, nämlich 117 Friedhöfe, ist im Besitz von evangelischen Friedhofsverbänden oder Kirchengemeinden. Daneben gibt es neun katholische und fünf jüdische Friedhöfe. Die weiteren Begräbnisstätten unterliegen der Verwaltung anderer Glaubensrichtungen oder sind im privaten Besitz.
Von den insgesamt 224 Friedhöfen sind 182 geöffnet, die übrigen 38 bereits geschlossen, d. h. es finden keine Beisetzungen mehr statt, sie sind aber nach wie vor zugänglich. Einige von ihnen haben heute parkähnlichen Charakter.
Die Friedhöfe auf Berliner Stadtgebiet umfassen eine Fläche von ca. 1.089 Hektar. Davon entfallen etwa 575 ha auf die landeseigenen Friedhöfe und 411 ha auf die evangelischen. Die restlichen rund 47 ha sind auf die übrigen Friedhöfe verteilt.

## Liste der Friedhöfe
Abkürzungen der Träger: ev = evangelisch-lutherisch, rk = römisch-katholisch, jüd = jüdisch, lde = landeseigen, russ = russisch-orthodox, mus = muslimisch, FrG = Freireligiöse Gemeinde

### Bezirk Charlottenburg-Wilmersdorf
| Name                                  | Ortsteil       | Anschrift                      | Lage | Größe in ha | Gründung | Träger | Sonstiges                                                           |
| ------------------------------------- | -------------- | ------------------------------ | ---- | ----------- | -------- | ------ | ------------------------------------------------------------------- |
| Luisenfriedhof I                      | Charlottenburg | Guerickestraße 5–9             | Lage | 1,64        | 1815     | ev     | Der Friedhof wurde 1884 geschlossen und im Mai 1945 wiedereröffnet. |
| Friedhof Grunewald-Forst              | Grunewald      | Schildhornweg 33               | Lage | 0,50        | 1879     | lde    | Seit 1920 unter städtischer Verwaltung                              |
| Dorfkirchhof Alt-Schmargendorf        | Schmargendorf  | Breite Straße 38               | Lage | 0,18        | um 1250  | ev     |                                                                     |
| Friedhof Schmargendorf                | Schmargendorf  | Misdroyer Straße 51–53         | Lage | 1,61        | 1853     | lde    |                                                                     |
| Friedhof Ruhleben                     | Westend        | Am Hain                        | Lage | 13,90       | 1952     | lde    |                                                                     |
| Luisenfriedhof III                    | Westend        | Fürstenbrunner Weg 37–67       | Lage | 12,00       | 1891     | ev     |                                                                     |
| Kaiser-Wilhelm-Gedächtnis-Friedhof    | Westend        | Fürstenbrunner Weg 69–79       | Lage | 3,70        | 1896     | ev     |                                                                     |
| Jüdischer Friedhof Heerstraße         | Westend        | Heerstraße 141                 | Lage | 3,40        | 1955     | jüd    |                                                                     |
| Britischer Friedhof an der Heerstraße | Westend        | Heerstraße 151                 | Lage | 3,75        | 1957     |        |                                                                     |
| Luisenfriedhof II                     | Westend        | Königin-Elisabeth-Straße 46–50 | Lage | 4,97        | 1867     | ev     | Angelegt auf einem 1831 errichteten Seuchenfriedhof                 |
| Friedhof Heerstraße                   | Westend        | Trakehner Allee 1              | Lage | 14,96       | 1924     | lde    |                                                                     |
| Friedhof Wilmersdorf                  | Wilmersdorf    | Berliner Straße 81–103         | Lage | 10,12       | 1885/86  | lde    |                                                                     |

### Bezirk Friedrichshain-Kreuzberg
| Name                                                   | Ortsteil       | Anschrift                | Lage | Größe in ha | Gründung | Träger | Sonstiges                                   |
| ------------------------------------------------------ | -------------- | ------------------------ | ---- | ----------- | -------- | ------ | ------------------------------------------- |
| Georgen-Parochial-Friedhof IV                          | Friedrichshain | Boxhagener Straße 99–101 | Lage | 1,43        | 1867     | ev     |                                             |
| Georgen-Parochial-Friedhof II                          | Friedrichshain | Friedenstraße 81         | Lage | 12,22       | 1867     | ev     | Friedhöfe Friedenstraße / Landsberger Allee |
| Georgen-Parochial-Friedhof V                           | Friedrichshain | Friedenstraße 81         | Lage | 0,77        | 1867     | ev     | Friedhöfe Friedenstraße / Landsberger Allee |
| St. Petri-Luisenstadt-Friedhof                         | Friedrichshain | Friedenstraße 81         | Lage | 4,63        | 1867     | ev     | Friedhöfe Friedenstraße / Landsberger Allee |
| Friedhof Alt-Stralau                                   | Friedrichshain | Tunnelstraße 5–11        | Lage | 1,34        | vor 1412 | ev     |                                             |
| Dreifaltigkeitskirchhof II                             | Kreuzberg      | Bergmannstraße 39–41     | Lage | 4,57        | 1825     | ev     | Friedhöfe an der Bergmannstraße             |
| Friedrichswerderscher Friedhof                         | Kreuzberg      | Bergmannstraße 39–41     | Lage | 3,66        | 1844     | ev     | Friedhöfe an der Bergmannstraße             |
| Friedhof IV der Gemeinde Jerusalems- und Neue Kirche   | Kreuzberg      | Bergmannstraße 39–41     | Lage | 3,30        | 1852     | ev     | Friedhöfe an der Bergmannstraße             |
| Alter Luisenstädtischer Friedhof                       | Kreuzberg      | Südstern 8–12            | Lage | 9,01        | 1831     | ev     | Friedhöfe an der Bergmannstraße             |
| Friedhof der Bethlehems- oder Böhmischen Gemeinde      | Kreuzberg      | Mehringdamm 21           | Lage | 0,49        | um 1740  | ev     | Friedhöfe vor dem Halleschen Tor            |
| Friedhof I der Dreifaltigkeitsgemeinde                 | Kreuzberg      | Mehringdamm 21           | Lage | 0,80        | 1737     | ev     | Friedhöfe vor dem Halleschen Tor            |
| Friedhof I der Jerusalems- und Neuen Kirchengemeinde   | Kreuzberg      | Mehringdamm 21           | Lage | 1,04        | 1735     | ev     | Friedhöfe vor dem Halleschen Tor            |
| Friedhof II der Jerusalems- und Neuen Kirchengemeinde  | Kreuzberg      | Mehringdamm 21           | Lage | 0,70        | 1796     | ev     | Friedhöfe vor dem Halleschen Tor            |
| Friedhof III der Jerusalems- und Neuen Kirchengemeinde | Kreuzberg      | Mehringdamm 21           | Lage | 2,78        | 1820     | ev     | Friedhöfe vor dem Halleschen Tor            |

### Bezirk Lichtenberg
| Name                            | Ortsteil             | Anschrift                     | Lage | Größe in ha | Gründung             | Träger | Sonstiges |
| ------------------------------- | -------------------- | ----------------------------- | ---- | ----------- | -------------------- | ------ | --- |
| Friedhof Hohenschönhausen       | Alt-Hohenschönhausen | Ferdinand-Schultze-Straße 115 | Lage | 0,70        | 1856                 | lde    | |
| Oranke-Friedhof                 | Alt-Hohenschönhausen | Friedhofstraße 14             | Lage | 0,76        | 13. Jh.              | ev     | Namensgeber für den Friedhof ist der nördlich gelegene Orankesee. Oranke leitet sich vom slawischen Roderanke ab und bedeutet rotbrauner See. |
| St. Andreas-St. Markus-Friedhof | Alt-Hohenschönhausen | Konrad-Wolf-Straße 33–34      | Lage | 13,14       | 1885                 | ev     | Alleequartierfriedhof |
| St. Hedwig-Friedhof IV          | Alt-Hohenschönhausen | Konrad-Wolf-Straße 31–32      | Lage | 6,36        | 1890                 | rk     | Kapelle, Verwaltungsgebäude und Friedhofsmauer wurden nach Plänen des Architekten Hermann Bunning erbaut.                                     |
| St. Pius-Friedhof               | Alt-Hohenschönhausen | Konrad-Wolf-Straße 31–32      | Lage | 6,39        | 1890                 | rk     | |
| Dorfkirchhof Falkenberg         | Falkenberg           | Dorfstraße 39                 | Lage | 0,31        | 1. Hälfte d. 14. Jh. | ev     | |
| Alter Friedhof Friedrichsfelde  | Friedrichsfelde      | Marzahner Chaussee 20         | Lage | 1,96        | 1860                 | ev     | Kunst- und kulturhistorisch wertvolle Gitter-, Wand- und Erbbegräbnisse, ferner eine orthodoxe Kathedralkirche                                |
| Friedhof Rummelsburg            | Friedrichsfelde      | Rummelsburger Straße 71–73    | Lage | 0,23        | 1892                 | lde    | Seit 1971 geschlossen |
| Friedhof Gotlindestraße         | Lichtenberg          | Gotlindestraße 80             | Lage | 3,00        | 1886                 | lde    | Seit 1970 geschlossen |
| Friedhof Rathausstraße          | Lichtenberg          | Rudolf-Reusch-Straße 4–10     | Lage | 1,56        | 1904                 | lde    | Seit 1971 geschlossen |
| Zentralfriedhof Friedrichsfelde | Lichtenberg          | Gudrunstraße 20               | Lage | 28,15       | 1881                 | lde    | |
| Neuer Friedrichsfelder Friedhof | Karlshorst           | Robert-Siewert-Straße 57      | Lage | 3,32        | 1902                 | ev     | Ursprüngliche Größe ca. 7,7 ha, 1907 wurde ein Teil abgetrennt und zum Friedhof der Gemeinde Karlshorst; die Kapelle wurde 1905 errichtet.    |
| Friedhof „Zur frohen Botschaft“ | Karlshorst           | Robert-Siewert-Straße 67      | Lage | 4,14        | 1907                 | ev     | |
| Dorfkirchhof Malchow            | Malchow              | Dorfstraße 38                 | Lage | 0,28        | 2. Hälfte d. 13. Jh. | ev     | |
| Dorfkirchhof Wartenberg         | Wartenberg           | Dorfstraße 13                 | Lage | 0,20        | 13. Jh.              | ev     | |

### Bezirk Marzahn-Hellersdorf
| Name                         | Ortsteil  | Anschrift                  | Lage | Größe in ha | Gründung | Träger | Sonstiges |
| ---------------------------- | --------- | -------------------------- | ---- | ----------- | -------- | ------ | --- |
| Friedhof Biesdorf            | Biesdorf  | Biesdorfer Friedhofsweg 10 | Lage | 6,02        | 1898     | lde    | |
| Anstaltsfriedhof Wuhlegarten | Biesdorf  | Buckower Ring 10           | Lage | 3,39        | 1893     | lde    | Ursprünglich Friedhof der „Anstalt für Epileptische Wuhlgarten bei Biesdorf“, heute landeseigen, geschlossen 1957; anerkannte Kriegsopfer-Gedenkstätte |
| Friedhof Kaulsdorf           | Kaulsdorf | Dorfstraße 23              | Lage | 2,43        | 1911     | lde    | |
| Dorfkirchhof Mahlsdorf       | Mahlsdorf | Hönower Straße 15          | Lage | 0,50        | 13. Jh.  | ev     | |
| Waldkirchhof Mahlsdorf       | Mahlsdorf | Rahnsdorfer Straße 30      | Lage | 2,81        | 1923     | ev     | Die gesamte Friedhofsfläche liegt im brandenburgischen Hoppegarten.                                                                                    |
| Friedhof Mahlsdorf           | Mahlsdorf | Walter-Leistikow-Weg 10–13 | Lage | 2,89        | 1919     | lde    | |
| Alter Friedhof Marzahn       | Marzahn   | Landsberger Allee 496      | Lage | 0,58        | 1893     | lde    | 1974 geschlossen |
| Parkfriedhof Marzahn         | Marzahn   | Wiesenburger Weg 10        | Lage | 24,10       | 1909     | lde    | |

### Bezirk Mitte
| Name                                                                  | Ortsteil      | Anschrift                     | Lage | Größe in ha | Gründung | Träger | Sonstiges |
| --------------------------------------------------------------------- | ------------- | ----------------------------- | ---- | ----------- | -------- | ------ | --- |
| Sophienfriedhof III                                                   | Gesundbrunnen | Freienwalder Straße 19        | Lage | 5,10        | 1878     | ev     | |
| Französischer Friedhof III                                            | Gesundbrunnen | Wollankstraße 50              | Lage | 1,06        | 1866     | ev     | |
| St. Elisabeth-Friedhof II                                             | Gesundbrunnen | Wollankstraße 50              | Lage | 11,18       | 1875     | ev     | 1875 fand die offizielle Einweihung statt, die erste Beisetzung erfolgte bereits 1865. |
| St. Elisabeth-Friedhof                                                | Mitte         | Ackerstraße 37                | Lage | 2,52        | 1844     | ev     | |
| Sophienfriedhof II                                                    | Mitte         | Bergstraße 29                 | Lage | 2,25        | 1852     | ev     | |
| Friedhof der Dorotheenstädtischen und Friedrichswerderschen Gemeinden | Mitte         | Chausseestraße 126            | Lage | 1,70        | 1762     | ev     | |
| Französischer Friedhof                                                | Mitte         | Chausseestraße 127            | Lage | 0,68        | 1780     | ev     | |
| Friedhof Große Hamburger Straße                                       | Mitte         | Große Hamburger Straße 26     | Lage | 0,52        | 1672     | jüd    | Geschlossen, letzte Beisetzung 1872 |
| Alter Garnisonfriedhof                                                | Mitte         | Kleine Rosenthaler Straße 3–7 | Lage | 0,89        | 1706     | lde    | 1971 geschlossen, letzte Beisetzung 1961 |
| Kirchhof der Parochialkirche                                          | Mitte         | Klosterstraße 65–67           | Lage | 0,45        | 1706     | ev     | |
| Domfriedhof I                                                         | Mitte         | Liesenstraße 6                | Lage | 1,00        | 1830     | ev     | |
| Friedhof II der Französisch-Reformierten Gemeinde                     | Mitte         | Liesenstraße 7                | Lage | 1,04        | 1835     | ev     | |
| Alter Domfriedhof der St.-Hedwigs-Gemeinde                            | Mitte         | Liesenstraße 8                | Lage | 2,48        | 1834     | rk     | |
| Dorotheenstädtischer Friedhof II                                      | Mitte         | Liesenstraße 9                | Lage | 4,43        | 1870     | ev     | |
| Invalidenfriedhof                                                     | Mitte         | Scharnhorststraße 33          | Lage | 2,14        | 1748     | lde    | 1971 geschlossen |
| Sophienfriedhof I                                                     | Mitte         | Sophienstraße 2–3             | Lage | 0,68        | um 1713  | ev     | Der Friedhof wurde 1853 geschlossen, heute Parkanlage mit einigen erhaltenen Grabstätten. |
| St. Johannis-Friedhof I                                               | Moabit        | Alt-Moabit 24–25              | Lage | 0,32        | 1840     | ev     | 1904 wurde der Friedhof geschlossen, inzwischen sind Bestattungen wieder möglich. |
| Friedhof gegenüber dem Amtsgericht                                    | Moabit        | Wilsnacker Straße             | Lage | 0,23        | 1945     | lde    | |
| Sowjetisches Ehrenmal (Tiergarten)                                    | Tiergarten    | Straße des 17. Juni           | Lage | 2,73        | 1945     | lde    | |
| Friedhof am Plötzensee                                                | Wedding       | Dohnagestell 4                | Lage | 16,28       | 1888     | lde    | Geschlossen, letzte Beisetzung 1970, heute Parkanlage |
| Urnenfriedhof Gerichtstraße                                           | Wedding       | Gerichtstraße 37–38           | Lage | 1,59        | 1828     | lde    | 1879 wegen Vollbelegung vorübergehend geschlossen |
| St. Philippus-Apostel-Friedhof                                        | Wedding       | Müllerstraße 44–45            | Lage | 3,63        | 1859     | ev     | |
| Domfriedhof II                                                        | Wedding       | Müllerstraße 72–73            | Lage | 4,43        | 1870     | ev     | Symmetrisch angelegt; denkmalgeschützte Wandgrabmäler |
| St. Johannis und Heiland-Friedhof                                     | Wedding       | Nordufer 31                   | Lage | 10,09       | 1898     | ev     | Geschlossen, letzte Beisetzung 2002; die unter Denkmalschutz stehende Kapelle wurde nach Plänen von Georg Heinrichs und Hans Christian Müller errichtet.                                                                        |
| Urnenfriedhof Seestraße                                               | Wedding       | Seestraße 92–93               | Lage | 5,18        | 1859     | lde    | Ursprünglich Begräbnisplatz der Charité, seit 1906 in städtischem Eigentum |
| St. Paul-Friedhof I                                                   | Wedding       | Seestraße 124                 | Lage | 3,73        | 1866     | ev     | Der Friedhof ist über seine Längsachse mit dem Nazareth-Friedhof I und dem St. Johannis-Friedhof II verbunden. |
| Nazareth-Friedhof I                                                   | Wedding       | Seestraße 125                 | Lage | 2,61        | 1861     | ev     | Der Friedhof ist über seine Längsachse mit dem St. Paul-Friedhof I und dem St. Johannis-Friedhof II verbunden. |
| St. Johannis-Friedhof II                                              | Wedding       | Seestraße 126                 | Lage | 3,54        | 1866     | ev     | Erbbegräbnisse im Stil der Neorenaissance sowie Grabmale aus der Zeit des Neobarock, Neoklassizismus und Jugendstils. Der Friedhof ist über seine Längsachse mit dem Nazareth-Friedhof I und dem St. Paul-Friedhof I verbunden. |
| Friedhof Turiner Straße                                               | Wedding       | Turiner Straße 9–17           | Lage | 1,47        | 1866     | lde    | Auf dem Areal befindet sich der ehemalige Garnisonfriedhof Müllerstraße mit Toten aus dem Deutschen Krieg (1866), dem Deutsch-Französischen Krieg (1871) und dem Ersten und Zweiten Weltkrieg.                                  |

### Bezirk Neukölln
| Name                                   | Ortsteil | Anschrift                | Lage | Größe in ha | Gründung | Träger | Sonstiges |
| -------------------------------------- | -------- | ------------------------ | ---- | ----------- | -------- | ------ | --- |
| Dorfkirchhof Alt-Britz                 | Britz    | Alt-Britz/Backbergstraße | Lage | 0,23        | 1250     | ev     | Der Dorfkirchhof wurde bis 1899 genutzt. |
| Parkfriedhof Neukölln                  | Britz    | Buckower Damm 148        | Lage | 17,88       | 1949     | lde    | |
| Friedhof Britz I                       | Britz    | Buschkrugallee 38        | Lage | 5,71        | 1876     | lde    | Auch als Friedhof Buschkrugallee bezeichnet. Ehrengrabstätte von Konrad Agahd. |
| Friedhof Koppelweg                     | Britz    | Koppelweg 10             | Lage | 5,40        | 1858     | lde    | Auch „Friedhof Britz II“ genannt |
| St. Simeon und St. Lukas-Friedhof      | Britz    | Tempelhofer Weg 9        | Lage | 7,07        | 1897     | ev     | |
| Dorfkirchhof Alt-Buckow                | Buckow   | Alt-Buckow 36–38         | Lage | 0,18        | um 1250  | ev     | Der Friedhof ist heute geschlossen. |
| Friedhof Alt-Buckow                    | Buckow   | Alt-Buckow 39 b          | Lage | 0,55        | 1866     | lde    | |
| Türkischer Friedhof Berlin             | Neukölln | Columbiadamm 122         | Lage | 0,24        | 1866     | mus    | Beisetzungen finden seit 1989 nur noch in bestehende Grabstätten statt. |
| Friedhof Columbiadamm                  | Neukölln | Columbiadamm 122–140     | Lage | 10,16       | um 1860  | lde    | |
| Jerusalems- und Neue Kirche Friedhof V | Neukölln | Hermannstraße 84–90      | Lage | 4,69        | 1870     | ev     | Die Kapelle dient der Bulgarisch-Orthodoxen Gemeinde Berlins als Gotteshaus. |
| Neuer St. Jacobi-Friedhof              | Neukölln | Hermannstraße 99–105     | Lage | 7,54        | 1867     | ev     | Es finden nur noch Beisetzungen in bestehende Grabstätten statt. Ein Friedhofsbereich ist seit 2018 Teil des Gartenbauprojekts Prinzessinnengärten.                                                       |
| Emmaus-Friedhof                        | Neukölln | Hermannstraße 133        | Lage | 6,87        | 1887     | ev     | Seit 2023 gibt es auf dem Friedhof ein muslimisches Begräbnisfeld. |
| St. Thomas-Friedhof                    | Neukölln | Hermannstraße 179–183    | Lage | 4,85        | 1865     | ev     | Alleequartierfriedhof; der westlich der Hermannstraße gelegene Teil wurde 2017 geschlossen, hier befindet sich heute der Anita-Berber-Park.                                                               |
| Neuer Luisenstadt-Friedhof             | Neukölln | Hermannstraße 186–190    | Lage | 4,57        | 1865     | ev     | Alleequartierfriedhof; die 1958 erbaute Kapelle wurde nach Plänen von Paul Emmerich und seinem Sohn Jürgen erbaut. Auf dem Friedhof gibt es ein Bestattungsareal der Syrisch-Orthodoxen Gemeinde Berlins. |
| Alter St. Michael-Friedhof             | Neukölln | Hermannstraße 191–195    | Lage | 2,98        | 1863     | rk     | Die im 2. Weltkrieg zerstörte, im spätromantischen Stil erbaute Kapelle wurde von Wilhelm Fahlbusch restauriert.                                                                                          |
| Böhmischer Gottesacker Rixdorf         | Neukölln | Karl-Marx-Platz 10       | Lage | 0,55        | 1751     | ev     | |
| Alter St. Jacobi-Friedhof              | Neukölln | Karl-Marx-Straße 4       | Lage | 3,94        | 1852     | ev     | |
| Magdalenen-Friedhof                    | Neukölln | Kirchhofstraße 35        | Lage | 0,67        | 1819     | ev     | |
| Friedhof Lilienthalstraße              | Neukölln | Lilienthalstraße 7       | Lage | 9,56        | 1940     | lde    | |
| Friedhof Rudow                         | Rudow    | Ostburger Weg 43         | Lage | 9,34        | 1958     | ev     | |
| Friedhof Köpenicker Straße             | Rudow    | Köpenicker Straße 131    | Lage | 0,97        | 1880     | lde    | Alleequartierfriedhof |
| Dorfkirchhof Alt-Rudow                 | Rudow    | Köpenicker Straße 187    | Lage | 0,36        | 1280     | ev     | Der Friedhof ist heute geschlossen. |

### Bezirk Pankow
| Name                                         | Ortsteil             | Anschrift                   | Lage | Größe in ha | Gründung | Träger | Sonstiges |
| -------------------------------------------- | -------------------- | --------------------------- | ---- | ----------- | -------- | ------ | --- |
| Dorfkirchhof Blankenburg                     | Blankenburg          | Alt-Blankenburg 12          | Lage | 0,21        | 13. Jh.  | ev     | |
| Friedhof Blankenburg                         | Blankenburg          | Kastanienallee 2            | Lage | 1,01        | 1893     | lde    | Auch Friedhof Pankow X genannt. |
| Friedhof Blankenfelde                        | Blankenfelde         | Hauptstraße 21              | Lage | 0,26        | um 1406  | ev     | |
| Schlosskirchhof Buch                         | Buch                 | Alt-Buch 37                 | Lage | 0,36        | um 1736  | ev     | |
| Friedhof Pankow XII                          | Buch                 | Schwanebecker Chaussee 14   | Lage | 14,22       | 1908     | lde    | |
| Friedhof Pankow XI                           | Buch                 | Viereckweg 114              | Lage | 4,38        | um 1900  | lde    | Der Friedhof ist seit 1985 geschlossen, die letzten Nutzungsrechte sind 2011 ausgelaufen. |
| Friedhof Pankow IX                           | Französisch Buchholz | Rosenthaler Weg 81          | Lage | 3,63        | um 1872  | lde    | |
| Dorfkirchhof Heinersdorf                     | Heinersdorf          | Romain-Rolland-Straße 54    | Lage | 0,13        | 13. Jh.  | ev     | |
| Friedhof Heinersdorf                         | Heinersdorf          | Romain-Rolland-Straße 144   | Lage | 0,72        | 1890     | lde    | Auch Friedhof Pankow XIV genannt. |
| Dorfkirchhof Karow / Friedhof Karow III      | Karow                | Alt-Karow 13–14             | Lage | 0,96        | 1220     | ev     | Das Gründungsjahr bezieht sich auf den Dorfkirchhof. Beide Friedhöfe wurden zu einem ungenannten Zeitpunkt zusammengelegt und werden unter derselben Friedhofskennzahl geführt. |
| Friedhof Karow II                            | Karow                | Blankenburger Chaussee 68   | Lage | 1,42        | 1945     | ev     | |
| Friedhof Pankow III                          | Niederschönhausen    | Am Bürgerpark 24            | Lage | 14,44       | 1905     | lde    | |
| Friedhof Pankow IV                           | Niederschönhausen    | Buchholzer Straße 6–8       | Lage | 1,38        | um 1855  | lde    | |
| Sowjetisches Ehrenmal (Schönholzer Heide)    | Niederschönhausen    | Germanenstraße              | Lage | 2,74        | 1949     | lde    | |
| Friedhof Pankow V                            | Niederschönhausen    | Germanenstraße 1            | Lage | 1,78        | 1763     | lde    | Der Friedhof ist seit dem 1. August 2007 geschlossen. |
| Friedhof Pankow VI                           | Niederschönhausen    | Hermann-Hesse-Straße        | Lage | 0,46        | 1943     | lde    | Nach Umgestaltung 1991 und Nutzungsende 2006, wurde der Friedhof 2018 entwidmet und ist heute Teil des Volksparks Schönholzer Heide. |
| Friedhof Pankow II                           | Pankow               | Gaillardstraße              | Lage | 1,08        | 1876     | lde    | Seit 1. Januar 2004 geschlossen, es finden nur noch Nachbeisetzungen statt. |
| Georgen-Parochial-Friedhof I                 | Prenzlauer Berg      | Greifswalder Straße 229–234 | Lage | 4,14        | 1814     | ev     | |
| Friedhofspark Pappelallee                    | Prenzlauer Berg      | Pappelallee 15–17           | Lage | 0,56        | 1847     | FrG    | Der Friedhof wurde 1970 geschlossen und im März 1995 als Friedhofspark der Öffentlichkeit wieder zugänglich gemacht. In den Park integriert sind Grabsteine von ehemals hier beigesetzten Persönlichkeiten. |
| St. Marien- und St. Nikolai-Friedhof I       | Prenzlauer Berg      | Prenzlauer Allee 1          | Lage | 3,31        | 1802     | ev     | Ab 1970 für Beerdigungen geschlossen, seit 1995 wieder möglich. |
| St. Marien- und St. Nikolai-Friedhof II      | Prenzlauer Berg      | Prenzlauer Allee 7          | Lage | 0,74        | 1857     | ev     | |
| Jüdischer Friedhof Schönhauser Allee         | Prenzlauer Berg      | Schönhauser Allee 23–25     | Lage | 4,01        | 1827     | jüd    | Beisetzungen fanden bis 1880 regelmäßig, danach nur noch vereinzelt bis in die 1970er Jahre hinein statt. |
| Friedhof Nordend/Bereich Gethsemane          | Rosenthal            | Dietzgenstraße 120          | Lage | 8,68        | um 1900  | ev     | Der jeweils hintere Teil der Friedhöfe wurde 2013 stillgelegt. Die im Bereich Frieden-Himmelfahrt stehende, 1898 errichtete Kapelle ist die einzige auf dem Friedhof Nordend. Die Kapellen in den beiden anderen Bereichen wurden 1970 geschlossen. Alle drei Bereiche werden von der Senatsverwaltung unter verschiedenen Friedhofskennzahlen geführt. |
| Friedhof Nordend/Bereich Frieden-Himmelfahrt | Rosenthal            | Dietzgenstraße 130          | Lage | 14,06       | um 1900  | ev     | Der jeweils hintere Teil der Friedhöfe wurde 2013 stillgelegt. Die im Bereich Frieden-Himmelfahrt stehende, 1898 errichtete Kapelle ist die einzige auf dem Friedhof Nordend. Die Kapellen in den beiden anderen Bereichen wurden 1970 geschlossen. Alle drei Bereiche werden von der Senatsverwaltung unter verschiedenen Friedhofskennzahlen geführt. |
| Friedhof Nordend/Bereich Zions               | Rosenthal            | Dietzgenstraße 158          | Lage | 9,32        | um 1900  | ev     | Der jeweils hintere Teil der Friedhöfe wurde 2013 stillgelegt. Die im Bereich Frieden-Himmelfahrt stehende, 1898 errichtete Kapelle ist die einzige auf dem Friedhof Nordend. Die Kapellen in den beiden anderen Bereichen wurden 1970 geschlossen. Alle drei Bereiche werden von der Senatsverwaltung unter verschiedenen Friedhofskennzahlen geführt. |
| Dorfkirchhof Rosenthal                       | Rosenthal            | Hauptstraße 145 A           | Lage | 0,29        | um 1230  | ev     | |
| Neuer Friedhof Rosenthal                     | Rosenthal            | Mönchmühler Straße 12–14    | Lage | 1,02        | um 1901  | ev     | Alleequartierfriedhof |
| Friedhof Pankow VII                          | Rosenthal            | Uhlandstraße 54–65          | Lage | 2,50        | 1929     | lde    | |
| St. Bartholomäus-Friedhof                    | Weißensee            | Giersstraße 19              | Lage | 9,95        | 1894     | ev     | |
| Segens-Friedhof                              | Weißensee            | Gustav-Adolf-Straße 67–74   | Lage | 6,11        | 1882     | ev     | 1908 übernahm die Segensgemeinde den Friedhof von der Zionsgemeinde. |
| Jüdischer Friedhof Berlin-Weißensee          | Weißensee            | Herbert-Baum-Straße 45      | Lage | 39,23       | 1880     | jüd    | |
| Auferstehungsfriedhof                        | Weißensee            | Indira-Gandhi-Straße 10     | Lage | 8,36        | 1880     | ev     | |
| Neuer Friedhof Weißensee                     | Weißensee            | Piesporter Straße 9–22      | Lage | 2,82        | um 1910  | ev     | Die Friedhofskapelle wurde in den Jahren 1927/28 errichtet. |
| Friedhof Weißensee                           | Weißensee            | Roelckestraße 51            | Lage | 4,36        | 1893     | lde    | Auch Friedhof Pankow XV genannt. |
| Georgen-Parochial-Friedhof III               | Weißensee            | Roelckestraße 142–150       | Lage | 13,14       | 1878     | ev     | Alleequartierfriedhof, die Kapelle wurde in Jahren 1890 bis 1900 errichtet. Ehrengrab von Wilhelm Krützfeld. |
| St. Hedwig-Friedhof II                       | Weißensee            | Smetanastraße 36–54         | Lage | 2,26        | 1876     | rk     | Grenzt im Südwesten an den Jüdischen Friedhof Berlin-Weißensee |
| Adass-Jisroel-Friedhof                       | Weißensee            | Wittlicher Straße 14        | Lage | 1,34        | 1880     | jüd    | |

### Bezirk Reinickendorf
| Name                                               | Ortsteil      | Anschrift                 | Lage | Größe in ha | Gründung     | Träger | Sonstiges |
| -------------------------------------------------- | ------------- | ------------------------- | ---- | ----------- | ------------ | ------ | --- |
| Friedhof Hermsdorf I                               | Frohnau       | Frohnauer Straße 112–122  | Lage | 7,94        | 1911         | lde    | Angelegt wurde der Friedhof von Ludwig Lesser. |
| Friedhof Frohnau                                   | Frohnau       | Hainbuchenstraße 64–76    | Lage | 4,17        | 1911         | lde    | Auch dieser Friedhof wurde von Ludwig Lesser entworfen. |
| Dorfkirchhof Heiligensee                           | Heiligensee   | Alt-Heiligensee           | Lage | 0,26        | Ende 15. Jh. | ev     | |
| Friedhof Heiligensee                               | Heiligensee   | Sandhauser Straße 110     | Lage | 8,25        | 1912         | lde    | Der Friedhof wurde in den Jahren 1908 bis 1911 angelegt, erste Beisetzungen fanden aber erst nach Schließung des Dorfkirchhofs statt. |
| Friedhof Hermsdorf II                              | Hermsdorf     | Schulzendorfer Straße 53  | Lage | 0,62        | 1876         | lde    | |
| Friedhof Lübars                                    | Lübars        | Zabel-Krüger-Damm 176–186 | Lage | 3,36        | 1890         | lde    | |
| Dankes-Friedhof                                    | Reinickendorf | Blankestraße 12           | Lage | 4,59        | 1887         | ev     | Auch Dankes- und Nazareth-Friedhof, da er neben dem Nazareth-Friedhof II liegt. Ehrengrabstätte von Käthe Paulus. |
| Nazareth-Friedhof II                               | Reinickendorf | Blankestraße 12           | Lage | 9,89        | 1887         | ev     | Es gibt keine klare Trennung zum Dankes-Friedhof. Die Friedhofskapelle wird für die Trauerfeiern beider Friedhöfe genutzt, die Friedhöfe werden auch gemeinsam verwaltet. Er grenzt an den St. Hedwig-Friedhof III und den St. Sebastian-Friedhof.              |
| Friedhof Reinickendorf I                           | Reinickendorf | Freiheitsweg 64           | Lage | 1,00        | 1870         | lde    | 1955 geschlossen, danach Umwandlung in einen Ehrenfriedhof für Opfer von Krieg und Gewaltherrschaft. |
| Golgatha-Gnaden und Johannes-Evangelist-Friedhof   | Reinickendorf | Holländerstraße 36 und 90 | Lage | 13,00       | 1891         | ev     | Die erste Beisetzung fand erst 1907 statt. Die Holländerstraße trennt das Gelände in einen alten und einen neuen Teil. |
| St. Sebastian-Friedhof                             | Reinickendorf | Humboldtstraße 68–73      | Lage | 4,67        | 1893         | rk     | Siehe St. Hedwig-Friedhof III. |
| Friedhof Reinickendorf                             | Reinickendorf | Humboldtstraße 74–90      | Lage | 15,55       | 1870         | lde    | |
| St. Hedwig-Friedhof III                            | Reinickendorf | Ollenhauerstraße 24–28    | Lage | 7,38        | 1877         | rk     | Die Allerheiligenkapelle wurde 1906–1908 von Carl Moritz gebaut. 2003 wurde eine Teilfläche an der Straße entwidmet, um dort ein Seniorenheim zu bauen. Der Übergang zum St. Sebastian-Friedhof ist fließend. Beide Friedhöfe unterliegen derselben Verwaltung. |
| Dorotheenstädtischer Friedhof III                  | Reinickendorf | Scharnweberstraße 2       | Lage | 2,73        | 1894         | ev     | Andere Bezeichnungen: Friedhof Dorotheenstadt III oder Kirchhof Dorotheenstadt III. |
| Martin-Luther-Kirchhof                             | Tegel         | Barnabasstraße 13         | Lage | 5,88        | 1933         | ev     | Ehrengrabstätte von Marie Schlei |
| Friedhof Am Fließtal                               | Tegel         | Waidmannsluster Damm 13   | Lage | 4,91        | 1976         | lde    | Der Friedhof wurde vom Architektenteam Hermann Fehling und Daniel Gogel angelegt. |
| Friedhof Tegel                                     | Tegel         | Wilhelm-Blume-Allee 3     | Lage | 3,68        | 1875         | lde    | Ursprünglicher Name: Tegeler Gemeindefriedhof |
| Friedhof des Heiligen Konstantin und Helena Kirche | Tegel         | Wittestraße 37            | Lage | 1,97        | 1893         | russ   | |
| Friedhof Wittenau                                  | Wittenau      | Thiloweg 2                | Lage | 2,46        | Ende 19. Jh. | lde    | Ursprünglicher Name: Dalldorfer Gemeindefriedhof |

### Bezirk Spandau
| Name                      | Ortsteil           | Anschrift                 | Lage | Größe in ha | Gründung    | Träger | Sonstiges |
| ------------------------- | ------------------ | ------------------------- | ---- | ----------- | ----------- | ------ | --- |
| In den Kisseln            | Falkenhagener Feld | Pionierstraße 82          | Lage | 60,04       | 1886        | lde    | |
| Friedhof Gatow            | Gatow              | Alt-Gatow 32–38           | Lage | 0,69        | 14. Jh.     | ev     | |
| Landschaftsfriedhof Gatow | Gatow              | Maximilian-Kolbe-Straße 6 | Lage | 16,25       | 1982        | lde    | |
| Dorfkirchhof Kladow       | Kladow             | Sakrower Landstraße 11    | Lage | 0,47        | 13./14. Jh. | ev     | |
| Friedhof Staaken          | Staaken            | Buschower Weg 18          | Lage | 2,51        | 1874        | lde    | Dem Friedhof drohte um das Jahr 1920 die Schließung, doch nach erfolgreichen Protesten der Bevölkerung wurde die Fläche sogar noch zur heutigen Größe erweitert. |

### Bezirk Steglitz-Zehlendorf
| Name                                   | Ortsteil     | Anschrift                   | Lage | Größe in ha | Gründung | Träger | Sonstiges |
| -------------------------------------- | ------------ | --------------------------- | ---- | ----------- | -------- | ------ | --- |
| Waldfriedhof Dahlem                    | Dahlem       | Hüttenweg 47                | Lage | 7,35        | 1933     | lde    | |
| St.-Annen-Kirchhof                     | Dahlem       | Königin-Luise-Straße 55     | Lage | 0,22        | 13. Jh.  | ev     | |
| Friedhof Dahlem                        | Dahlem       | Königin-Luise-Straße 57     | Lage | 1,07        | 1903     | lde    | |
| Dorfkirchhof Alt-Lankwitz              | Lankwitz     | Alt-Lankwitz                | Lage | 0,21        | 13. Jh.  | ev     | |
| Friedhof Lankwitz                      | Lankwitz     | Lange Straße 8              | Lage | 2,14        | 1879     | lde    | |
| Luther-Friedhof                        | Lankwitz     | Malteserstraße 113          | Lage | 3,73        | 1902     | ev     | |
| Kreuz-Friedhof                         | Lankwitz     | Malteserstraße 123–133      | Lage | 2,39        | 1930     | ev     | |
| Dreifaltigkeits-Friedhof IV            | Lankwitz     | Paul-Schneider-Straße 46–50 | Lage | 1,58        | 1903     | ev     | |
| Paulus-Friedhof                        | Lichterfelde | Hindenburgdamm 101          | Lage | 0,15        | um 1300  | ev     | |
| Friedhof Lichterfelde                  | Lichterfelde | Moltkestraße 41 a           | Lage | 2,18        | 1876     | lde    | |
| Dorfkirchhof Lichterfelde-Giesensdorf  | Lichterfelde | Ostpreußendamm 131 a        | Lage | 0,24        | 13. Jh.  | ev     | |
| Parkfriedhof Lichterfelde              | Lichterfelde | Thuner Platz 2              | Lage | 20,27       | 1911     | lde    | |
| Friedhof Nikolassee                    | Nikolassee   | Kirchweg 8–12               | Lage | 1,75        | 1907     | ev     | |
| Waldfriedhof Zehlendorf                | Nikolassee   | Wasgensteig 30              | Lage | 37,57       | 1947     | lde    | |
| Friedhof Steglitz                      | Steglitz     | Bergstraße 38               | Lage | 26,47       | 1875     | ev     | |
| Friedhof Wannsee I                     | Wannsee      | Friedenstraße 8             | Lage | 1,73        | 1846     | lde    | |
| Friedhof Wannsee II                    | Wannsee      | Lindenstraße 1–2            | Lage | 1,88        | 1886     | lde    | |
| Friedhof Nikolskoe, St. Peter und Paul | Wannsee      | Nikolskoer Weg 18           | Lage | 0,10        | um 1835  | ev     | Entstand als Friedhof für die Pfaueninsel, deshalb auch „Friedhof Pfaueninsel“ genannt. Es werden nur Verstorbene beigesetzt, die mindestens 25 Jahre auf der Pfaueninsel gewohnt haben. |
| Paulus-Kirchhof                        | Zehlendorf   | Clayallee 357               | Lage | 0,22        | um 1264  | ev     | |
| Friedhof Zehlendorf                    | Zehlendorf   | Onkel-Tom-Straße 30         | Lage | 9,19        | 1871     | lde    | |
| Friedhof Schönow                       | Zehlendorf   | Teltower Damm 270           | Lage | 0,32        | 1831     | ev     | Der Friedhof wurde 1968 geschlossen, die Kriegsgräber blieben bestehen. |

### Bezirk Tempelhof-Schöneberg
| Name                         | Ortsteil    | Anschrift                    | Lage | Größe in ha | Gründung | Träger | Sonstiges |
| ---------------------------- | ----------- | ---------------------------- | ---- | ----------- | -------- | ------ | --- |
| Friedhof Schöneberg III      | Friedenau   | Stubenrauchstraße 43–45      | Lage | 2,10        | 1881     | lde    | |
| Dorfkirchhof Alt-Lichtenrade | Lichtenrade | Alt-Lichtenrade              | Lage | 0,26        | 13. Jh.  | ev     | |
| Friedhof Lichtenrade         | Lichtenrade | Paplitzer Straße 10–24       | Lage | 8,34        | 1906     | ev     | |
| Dorfkirchhof Alt-Mariendorf  | Mariendorf  | Alt-Mariendorf 37            | Lage | 0,38        | um 1220  | ev     | |
| Heilig-Kreuz-Kirchhof        | Mariendorf  | Eisenacher Straße 62         | Lage | 10,12       | 1890     | ev     | |
| Friedhof Alt-Mariendorf II   | Mariendorf  | Friedenstraße 14             | Lage | 4,55        | 1884     | ev     | |
| Neuer St. Michael-Friedhof   | Mariendorf  | Gottlieb-Dunkel-Straße 29    | Lage | 5,05        | 1867     | rk     | Ehrengrabstätte von Otto Rosenberg. |
| Christus-Friedhof            | Mariendorf  | Mariendorfer Damm 225–227    | Lage | 6,26        | 1902     | ev     | |
| Dreifaltigkeitsfriedhof III  | Mariendorf  | Parkstraße 5                 | Lage | 2,04        | 1897     | ev     | Erste Beisetzung 1900 |
| Heidefriedhof                | Mariendorf  | Reißeckstraße 14             | Lage | 17,57       | 1951     | lde    | |
| Vier-Apostel Friedhof        | Mariendorf  | Rixdorfer Straße 51–53       | Lage | 4,01        | 1920     | ev     | Vormals Friedhof Mariendorf-Ost, 2017 Umbenennung aufgrund der Übernahme durch den Evangelischen Friedhofsverband Berlin Süd-Ost von der Evangelischen Kirchengemeinde Mariendorf-Ost. |
| Dorfkirchhof Alt-Marienfelde | Marienfelde | Alt-Marienfelde              | Lage | 0,28        | um 1220  | ev     | |
| Friedhof Marienfelde         | Marienfelde | Marienfelder Allee 127       | Lage | 2,89        | 1889     | ev     | |
| Friedhof Schöneberg I        | Schöneberg  | Eisackstraße 40 a            | Lage | 1,66        | 1883     | lde    | Der Friedhof wurde 2006 geschlossen. |
| Friedhof Schöneberg II       | Schöneberg  | Eythstraße 1–25              | Lage | 10,94       | 1908     | lde    | |
| Alter St. Matthäus-Kirchhof  | Schöneberg  | Großgörschenstraße 12        | Lage | 4,86        | 1856     | ev     | |
| Friedhof Alt-Schöneberg      | Schöneberg  | Hauptstraße 47               | Lage | 1,86        | 13. Jh.  | ev     | |
| Alter Zwölf-Apostel-Kirchhof | Schöneberg  | Kolonnenstraße 24/25         | Lage | 3,13        | 1864     | ev     | |
| Friedhof Schöneberg IV       | Schöneberg  | Priesterweg 17               | Lage | 1,81        | 1899     | lde    | Der Friedhof wurde 2005 geschlossen. |
| Neuer Zwölf-Apostel-Kirchhof | Schöneberg  | Werdauer Weg 5               | Lage | 2,16        | 1883     | ev     | |
| Tempelhofer Parkfriedhof     | Tempelhof   | Gottlieb-Dunkel-Straße 26/27 | Lage | 12,40       | 1900     | lde    | Der Friedhof wurde 1997 geschlossen. |
| Dorfkirchhof Alt-Tempelhof   | Tempelhof   | Parkstraße 5                 | Lage | 0,22        | um 1200  | ev     | |
| St. Matthias-Friedhof        | Tempelhof   | Röblingstraße 91             | Lage | 9,41        | 1892     | rk     | |

### Bezirk Treptow-Köpenick
| Name                                    | Ortsteil        | Anschrift                        | Lage | Größe in ha | Gründung | Träger | Sonstiges                                                                                         |
| --------------------------------------- | --------------- | -------------------------------- | ---- | ----------- | -------- | ------ | ------------------------------------------------------------------------------------------------- |
| Friedhof Adlershof                      | Adlershof       | Friedlander Straße 156           | Lage | 12,12       | 1877     | lde    |                                                                                                   |
| Evangelischer Friedhof Altglienicke     | Altglienicke    | Am Alten Friedhof 27–44          | Lage | 1,79        | 1884     | ev     |                                                                                                   |
| Städtischer Friedhof Altglienicke       | Altglienicke    | Schönefelder Chaussee 100        | Lage | 2,35        | 1911     | lde    |                                                                                                   |
| Sowjetisches Ehrenmal im Treptower Park | Alt-Treptow     | Am Treptower Park                | Lage | 9,36        | 1949     |        |                                                                                                   |
| Friedhof Baumschulenweg                 | Baumschulenweg  | Kiefholzstraße 221/222           | Lage | 26,91       | 1911     | lde    |                                                                                                   |
| Friedhof Bohnsdorf                      | Bohnsdorf       | Buntzelstraße 141                | Lage | 0,56        | 1851     | lde    | Der Friedhof war von 1980 bis 1990 geschlossen.                                                   |
| Evangelischer Friedhof Friedrichshagen  | Friedrichshagen | Peter-Hille-Straße 84            | Lage | 5,52        | 1832     | ev     |                                                                                                   |
| Waldfriedhof Grünau                     | Grünau          | Rabindranath-Tagore-Straße 18–20 | Lage | 2,77        | 1920/21  | lde    |                                                                                                   |
| Friedhof der Laurentiusgemeinde         | Köpenick        | Rudower Straße 23                | Lage | 7,86        | 1811     | ev     |                                                                                                   |
| Friedhof Rudower Straße                 | Köpenick        | Rudower Straße 23                | Lage | 0,45        |          | lde    |                                                                                                   |
| Waldfriedhof Müggelheim                 | Müggelheim      | Gosener Landstraße 1             | Lage | 2,02        | 1956     | lde    |                                                                                                   |
| Waldfriedhof Oberschöneweide            | Oberschöneweide | An der Wuhlheide 131 a           | Lage | 5,73        | 1902     | lde    |                                                                                                   |
| Friedhof Hessenwinkel                   | Rahnsdorf       | Biberpelzstraße 29               | Lage | 0,54        | 1909     | lde    | Der Friedhof wurde 2008 geschlossen.                                                              |
| Friedhof Rahnsdorf                      | Rahnsdorf       | Fürstenwalder Allee 93           | Lage | 1,01        | 1877     | lde    |                                                                                                   |
| Friedhof Rahnsdorf-Wilhelmshagen        | Rahnsdorf       | Saarower Weg 51                  | Lage | 0,74        |          | ev     |                                                                                                   |
| Friedhof Rauchfangswerder               | Schmöckwitz     | Schmöckwitzer Damm               | Lage | 0,15        | 1871     |        | Der Friedhof ist in Privatbesitz. Beigesetzt werden ausschließlich Bewohner aus Rauchfangswerder. |

## Friedhöfe außerhalb Berlins
| Name                                  | Ort         | Anschrift                    | Lage | Größe in ha | Gründung | Träger | Sonstiges                                  |
| ------------------------------------- | ----------- | ---------------------------- | ---- | ----------- | -------- | ------ | ------------------------------------------ |
| Ostkirchhof Ahrensfelde               | Ahrensfelde | Ulmenallee                   | Lage | 25,00       | 1908     | ev     | Zum Berliner Stadtsynodalverband gehörend. |
| Wilmersdorfer Waldfriedhof Güterfelde | Güterfelde  | Potsdamer Damm 11 a          | Lage | 13,07       | 1911     | lde    |                                            |
| Südwestkirchhof Stahnsdorf            | Stahnsdorf  | Bahnhofstraße 2              | Lage | 206,00      | 1909     | ev     | Zum Berliner Stadtsynodalverband gehörend. |
| Wilmersdorfer Waldfriedhof Stahnsdorf | Stahnsdorf  | Alte Potsdamer Landstraße 96 | Lage | 28,10       | 1921     | lde    |                                            |